# Château de Moulins-Engilbert
Le château de Moulins-Engilbert, dit aussi le Vieux Château, est un château médiéval situé à Moulins-Engilbert dans le département français de la Nièvre.
Il fait l’objet d’une inscription au titre des monuments historiques depuis le 17 juin 1993.

## Description
Le château est une structure allongée orientée nord-sud d'environ 150 m de long. Dans la basse-cour, le mur est n'est pas tout à fait rectiligne, tandis que le mur ouest a approximativement la forme d'un arc de cercle avec une cinquantaine de mètres dans sa plus grande largeur. Une haute-cour occupe le tiers nord et domine une basse-cour. Ce qui reste du donjon occupe l'angle sud-ouest de la haute cour. L'entrée depuis laquelle on voit le donjon se fait au sud par un châtelet de 15 m sur 15 m environ. L'aspect actuel est celui désiré par Victor Moreau vers la fin des années 1870, que l'« association des amis du Vieux Château » et la municipalité font perdurer.

## Historique
Des datations au carbone 14 attestent de constructions de la fin Xe siècle et du début XIe siècle en opus spicatum (en forme d'arêtes de poissons) dans la base du donjon et dans la haute-cour.
Début XIe siècle, un bâtiment est additionné à l'est du donjon sur lequel il s'appuie.
Au cours du XIIIe siècle, le château et ses terres tombent dans l'escarcelle du comte de Nevers. Le château est réaménagé et le donjon est rebâti.
En décembre 1290 a lieu au château le mariage de Louis Ier de Nevers avec Jeanne de Rethel.
Entre 1383 et 1390, la chambre des comptes du Duché de Bourgogne indique d'importants travaux de remise en état des défenses et des bâtiments.
De 1424 à 1440, à la suite du mariage de Philippe le Bon et Bonne d'Artois, les enfants ducaux y grandissent. De 1463 à 1464, le comte de Nevers y rédige le premier droit coutumier nivernais, qui sera définitivement adopté en 1534 à Nevers. En 1475, les troupes royales et bourguignonnes se disputent la ville et le château.
Pendant les siècles suivants, l'édifice se délite peu à peu. Au XVIIIe siècle, les tours d'entrée font office de prison. Durant la Révolution française, il est vendu comme bien national. En 1853, un notaire local, Victor Moreau, en fait l'acquisition et y établit des espaces de circulation, une perspective depuis l'entrée, plante un pin laricio (toujours visible) et d'autres arbres dans la haute-cour. Il restaure la baie est en 1877 et implante un bassin en 1879 au centre de la basse-cour. Mais il s'active surtout à la préservation et à la consolidation des ruines sur un mode digne du romantisme.

Depuis le XVIIIe siècle, le château abrite un potager et un verger. Pendant les années 1950, un petit jardin public est créé, s'articulant autour de l'ancien bassin. L'endroit est désormais ouvert au public.

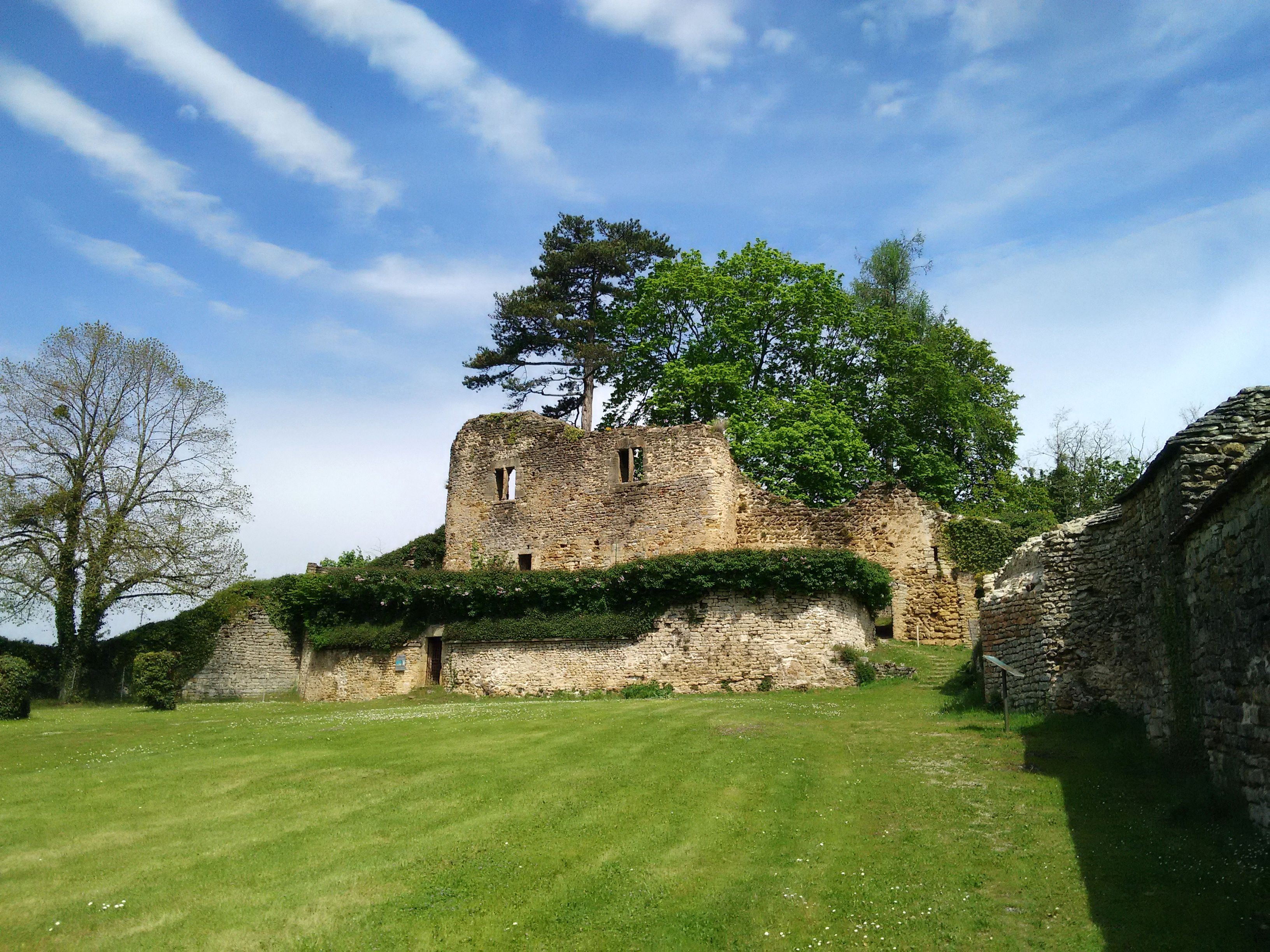
Logis seigneurial, donjon et rempart vus depuis la basse-cour
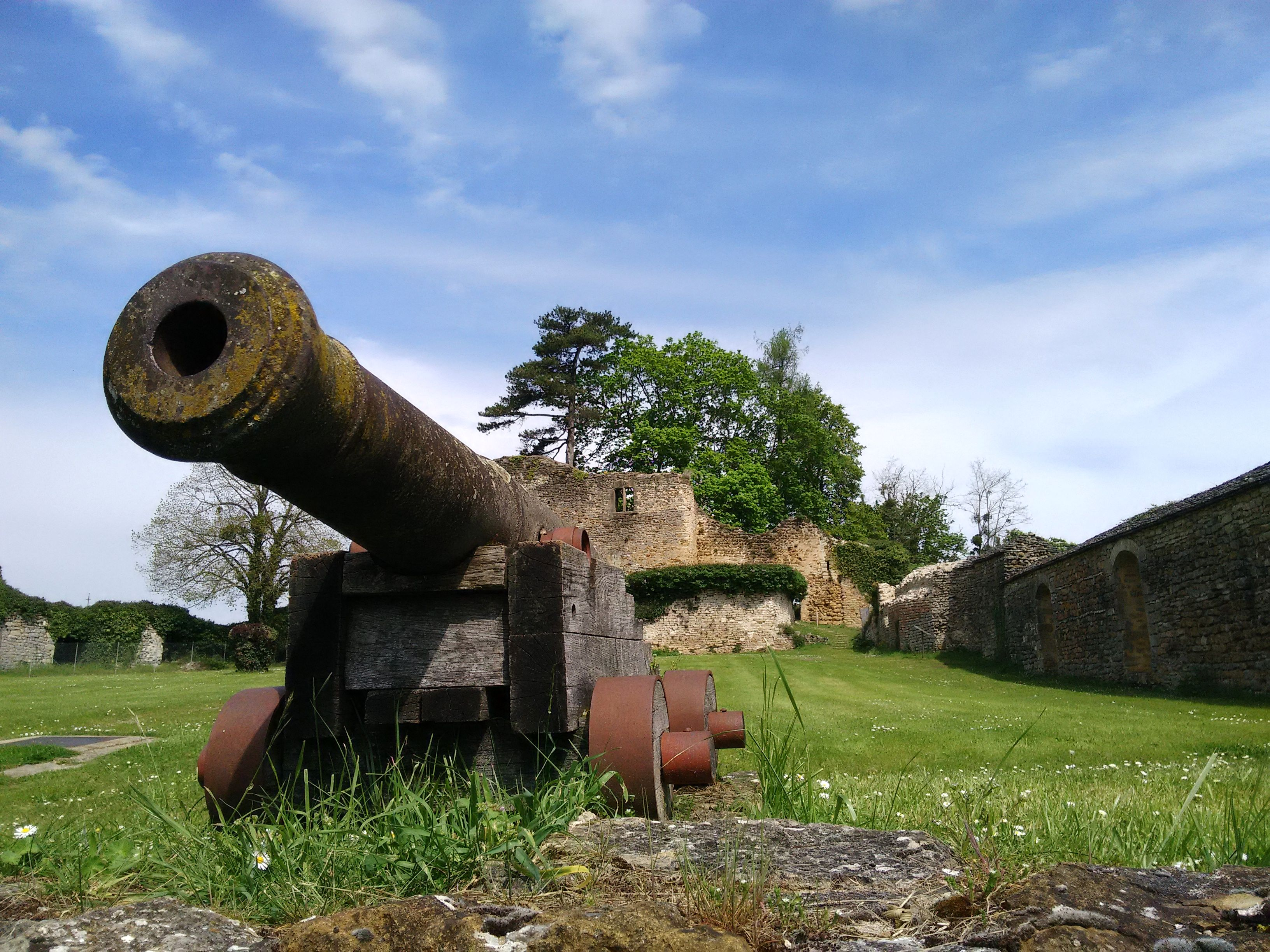
Canon dans la basse-cour

Le château est inscrit aux monuments historiques le 17 juin 1993. Il est ensuite acheté par la municipalité en 2006 à la commune de Saint-Honoré-les-Bains, qui le possédait depuis 1910. L'« association des amis du Vieux Château » est alors constituée.
De 2008 à 2010, le mur sud du logis est rénové.